# Спирала на Ферма
Спирала на Ферма е равнинна трансцендентна крива с уравнение в полярни координати {\displaystyle \rho =a{\sqrt {\varphi }}}.
Кривата е алгебрична спирала, вид архимедова спирала, централно симетрична спрямо полюса си, който е инфлексна точка за двата клона, които я съставляват (при положително и отрицателно {\displaystyle a}). С отдалечаване от полюса разстоянието между тези два клона намалява.